# Pteropodidae
Pteropodidae é uma família de morcegos. O grupo inclui 143 espécies de morcegos de grandes dimensões e hábitos alimentares frugívoros e nectarívoros. São conhecidos pelo nome genérico de morcego-da-fruta ou raposa-voadora, e são nativos das regiões tropicais da Ásia, África e Oceania. A família Pteropodidae é a única da subordem Megachiroptera.

## Classificação

### Sistemática tradicional
Tradicionalmente a família Pteropodidae é dividida em duas subfamílias: Pteropodinae e Macroglossinae.
- Subfamília Pteropodinae Gray, 1821
  - Tribo Pteropodini Gray, 1821
    - Subtribo Rousettina Andersen, 1912
      - Gênero Eidolon Rafinesque, 1815
      - Gênero Rousettus Gray, 1821
      - Gênero Lissonycteris Andersen, 1912
      - Gênero Myonycteris Matschie, 1899

    - Subtribo Pteropodina Gray, 1821
      - Gênero Pteropus Erxleben, 1777
      - Gênero Acerodon Jourdan, 1837
      - Gênero Pteralopex Thomas, 1888
      - Gênero Mirimiri Helgen, 2005
      - Gênero Styloctenium Matschie, 1899
      - Gênero Neopteryx Hayman, 1946

    - Subtribo Dobsoniina Andersen, 1912
      - Gênero Aproteles Menzies, 1977
      - Gênero Dobsonia Palmer, 1898

  - Tribo Harpyionycterini Miller, 1907
    -       - Gênero Harpyionycteris Thomas, 1896

  - Tribo Epomophorini Gray, 1866
    -       - Gênero Plerotes Andersen, 1910
      - Gênero Hypsignathus H. Allen, 1861
      - Gênero Epomops Gray, 1870
      - Gênero Epomophorus Bennett, 1836
      - Gênero Micropteropus Matschie, 1899
      - Gênero Nanonycteris Matschie, 1899
      - Gênero Casinycteris Thomas, 1910
      - Gênero Scotonycteris Matschie, 1894

  - Tribo Cynopterini Andersen, 1912
    - Subtribo Nyctimenina Miller, 1907
      - Gênero Paranyctimene Tate, 1942
      - Gênero Nyctimene Borkhausen, 1797

    - Subtribo Cynopterina Andersen, 1912
      - Gênero Cynopterus F. Cuvier, 1825
      - Gênero Megaerops Peters, 1865
      - Gênero Ptenochirus Peters, 1861
      - Gênero Dyacopterus Andersen, 1912
      - Gênero Chironax Andersen, 1912
      - Gênero Thoopterus Matschie, 1899
      - Gênero Sphaerias Miller, 1906
      - Gênero Balionycteris Matschie, 1899
      - Gênero Aethalops Thomas, 1923
      - Gênero Penthetor Andersen, 1912
      - Gênero Latidens Thonglongya, 1972
      - Gênero Alionycteris Kock, 1969
      - Gênero Otopteropus Kock, 1969
      - Gênero Haplonycteris Lawrence, 1939
- Subfamília Macroglossinae Gray, 1821
  - Tribo Notopterini Andersen, 1912
    -       - Gênero Melonycteris Dobson, 1877
      - Gênero Notopteris Gray, 1859

  - Tribo Macroglossini Gray, 1821
    -       - Gênero Eonycteris Dobson, 1873
      - Gênero Macroglossus F. Cuvier, 1872
      - Gênero Megaloglossus Pagenstecher, 1885
      - Gênero Syconycteris Matschie, 1899

### Sistemática alternativa
- Família Pteropodidae
  - Subfamília Nyctimeninae
  - Subfamília Cynopterinae
  - Subfamília Harpyionycterinae
  - Subfamília Epomophorinae
  - Subfamília Pteropodinae